# Świrki (rejon święciański)
Świrki (lit. Svirkos) – wieś na Litwie, w okręgu wileńskim, w rejonie święciańskim, w gminie Świrki.

## Historia
W czasach zaborów wieś i folwark w gminie Huduciszki, w powiecie święciańskim, w guberni wileńskiej Imperium Rosyjskiego. W 1866 wieś miała 78 mieszkańców w 10 domach. W 1905 roku liczył 37 mieszkańców.
W dwudziestoleciu międzywojennym wieś i zaścianek leżały w Polsce, w województwie wileńskim, w powiecie święciańskim, w gminie Hoduciszki.
W 1931:
- wieś – w 7 domach zamieszkiwało 40 osób[3].
- zaścianek – w 1 domu zamieszkiwało 8 osób[3].

Wierni należeli do parafii rzymskokatolickiej w Hoduciszkach. Miejscowość podlegała pod Sąd Grodzki w Łyntupach i Okręgowy w Wilnie; właściwy urząd pocztowy mieścił się w Hoduciszkach.
Od 1945 roku w Litewskiej Socjalistycznej Republice Radzieckiej.
Od 1990 na niepodległej Litwie.